# Мотульський Роман Степанович
Рома́н Степа́нович Моту́льський — директор Національної бібліотеки Білорусі (2003-2021), голова товариства дружби «Білорусь — Україна», доктор педагогічних наук, професор.

## Нагороди
- Відзнака Президента України — ювілейна медаль «25 років незалежності України» (22 серпня 2016) — за вагомий особистий внесок у зміцнення міжнародного авторитету Української держави, популяризацію її історичної спадщини і сучасних надбань та з нагоди 25-ї річниці незалежності України[2]